# خرس می‌رقصد
«خرس می‌رقصد: نمایشی در سه پرده» یک درام سیاسی دربارهٔ اتحاد جماهیر شوروی است که در سال ۱۹۳۰ اتفاق می‌افتد و توسط نمایشنامه‌نویس بریتانیایی، اف.ال. لوکاس، در سال ۱۹۳۱ نوشته شده است و اولین بار در سال ۱۹۳۲ به روی صحنه رفته است. این اولین نمایشنامه او بود؛ او به نوشتن پنج نمایشنامه دیگر ادامه داد.

## شخصیت‌ها (و بازیگران در اولین تولید)
- گریگوری استپانوویچ اورلوف - موریس براون
- آندری گریگوروویچ اورلوف - هنری هیویت
- الیزاوتا لئونتیونا اورلوف - اولگا لیندو
- لئونتی لوین - آبراهام سوفائر
- ورا لوین - النا میرامووا
- پدر آنتون کیریلیچ - هنری ویبارت
- ولادیمیر بلوک - جایلز ایشام
- فدور ایوانف - فردریک سارجنت
- دومنا واسیلیونا ایوانووا - دوروتی ادواردز
- پلیس، مسافران، فروشندگان، کارگران و غیره

## خلاصه داستان
مسکو، بهار ۱۹۳۰. دو افسر او جی پی یو اتاق پدر آنتون کیریلیچ را تفتیش می‌کنند، کسی که از کلیسایش اخراج شده و به او دستور داده شده موعظه نکند. او با گریگوری اورلوف هم‌اتاق است، کسی که به دلیل امتناع «ارتجاعی» از دادن سمت و سوی مارکسیستی به درس‌های ادبیاتش از کرسی‌اش در دانشگاه اخراج شده است. هر دو در فقر زندگی می‌کنند، در نیمی از اتاق خانه سابق گریگوری که اکنون توسط دولت مصادره شده است. پسرش، آندری، و همسر پسرش، الیزاوتا، که هر دو ۳۵ ساله هستند و در سال ۱۹۱۴ به انگلستان فرار کرده‌اند و اکنون تابعیت بریتانیایی گرفته‌اند، برای دیدن گریگوری می‌آیند. آندری، نویسنده‌ای چپ‌گرا در لندن، از رفتار پدرش و عملکرد رژیم شوروی وحشت‌زده است. الیزاوتا، پزشکی در لندن، غرب را امتحان کرده و آن را ناقص یافته است. او نسبت به اتحاد جماهیر شوروی روشنفکرتر است و در کاری که باید انجام شود، جذابیتی غیراحساسی می‌بیند. ازدواج آنها دچار مشکل شده است: او دیگر آندری را دوست ندارد. ورا لوین، ۱۹ ساله، خواهر الیزاوتا که آخرین بار قبل از جنگ او را دیده بود، به عنوان یک «متخصص کشاورزی» پر از شور و شوق جوانی برای روسیه جدید، به همراه لئونتی لوین، پدرشان، که قبلاً عتیقه‌فروش بوده و اکنون بازرس مزارع اشتراکی در شمال اوکراین است، از راه می‌رسند. ولادیمیر بلوک، ۳۰ ساله، یک مقام او جی پی یو و قاضی انقلاب، همراه لوین‌ها است. ورا پیشنهاد می‌دهد که مهاجران بازگشته از مزرعه اشتراکی «او» در اوکراین بازدید کنند. ولادیمیر اجازه می‌دهد (شاید پسر اورلوف پس از بازگشت به لندن تحت فشار قرار گیرد تا دربارهٔ اتحاد جماهیر شوروی مطالب مثبتی بنویسد) و به گریگوری اجازه می‌دهد تا آنها را همراهی کند. پرده اول با دستگیری پدر آنتون توسط او جی پی یو به پایان می‌رسد، که می‌داند این به معنای لوبیانکا و انحلال است.
پرده دوم سه روز بعد در ایستگاه راه‌آهن در غرب روسیه اتفاق می‌افتد، جایی که گروه مسافر منتظر یک ارتباط هستند. در پسِ مشاجرات سیاسی، الیزاوتا و ولادیمیر به هم علاقه جنسی پیدا می‌کنند؛ آندری و ورا عاشق هم می‌شوند. لئونتی از دوران قبل از انقلاب از گریگوری متنفر است (آنها بر سر فرار فرزندانشان با هم دعوا داشتند). وقتی لئونتی برای مدت کوتاهی چمدانش را بدون مراقبت رها می‌کند، گریگوری نگاهی به دفترچه جیبی لوین می‌اندازد، چیزی مشکوک در داخل آن پیدا می‌کند، به رختکن می‌رود تا از آن کپی بگیرد، سپس کتاب را به لئونتیِ سراسیمه که فکر می‌کرد آن را دزدیده‌اند، برمی‌گرداند.
در مزرعه اشتراکی در پرده سوم، در خانه شوروی، ورا در اوج غرور و افتخار خود است. ما شاهد عروسی کارگران هستیم که دختران شوروی با شور و شوق می‌رقصند. الیزاوتا به آندری می‌گوید که ازدواجشان به پایان رسیده است: او ولادیمیر را انتخاب کرده و در اتحاد جماهیر شوروی خواهد ماند. فضا با یک سری محاکمات بی‌رحمانه به ریاست ولادیمیر تاریک می‌شود: جرایم علیه فرد با مجازات ملایم، جرایم علیه اموال (و بنابراین دولت) با انتقام وحشتناکی مجازات می‌شوند. وقتی برخی از دهقانان به کولاک بودن متهم می‌شوند و به دلیل "احتکار" مقادیر کمی غلات به گولاگ محکوم می‌شوند، آندری که نظاره‌گر است، دیگر نمی‌تواند تحمل کند. او تپانچه بلوک را می‌رباید و او را با شلیک گلوله می‌کشد. او دستگیر می‌شود و می‌داند که اعدام خواهد شد. گریگوری، برای نجات پسرش، به الیزاوتا می‌گوید که در دفترچه جیبی پدرش چه چیزی پیدا کرده است: لئونتی در حال قاچاق کالا از مرز لهستان (یک فعالیت "ضد شوروی") بوده است. او اصرار دارد که الیزاوتا باید پدرش را با تهدید به گفتن به ورا متعصب، برای قاچاق آندری از مرز، باج‌گیری کند. با این حال، آندری تنها در صورتی فرار خواهد کرد که پدرش نیز بیاید. الیزاوتا با لوین روبرو می‌شود که از ورا وحشت‌زده، تسلیم می‌شود. خط تلفن قطع می‌شود. پس از ایراد خطابه مراسم تشییع جنازه ولادیمیر در خارج از صحنه (که ما آن را می‌شنویم)، ورا با چشمانی گریان وارد می‌شود تا قبل از اینکه آندری به کیف برده شود، با او خداحافظی کند. پس از یک یا دو دقیقه، او متوجه می‌شود که چهره خفه شده در اتاق تاریک که با او صحبت می‌کرده، آندری نیست، بلکه الیزاوتا است. اورلوف‌ها فرار کرده‌اند. الیزاوتا به آنچه اتفاق افتاده اشاره می‌کند؛ ما حدس می‌زنیم که لوین برنخواهد گشت. ورا زنگ خطر را به صدا درمی‌آورد - بیهوده. نمایش با تلاش الیزاوتا برای تسلی دادن به خواهر گریانش به پایان می‌رسد.

## تولیدات و انتشارات
«رقص خرس» برای اولین بار در سال ۱۹۳۲ توسط تئاتر مردم، نیوکاسل آپون تاین، به روی صحنه رفت. این اولین اجرای نمایشی شوروی‌ها در صحنه وست اند لندن بود که بعداً در همان سال در گریک توسط لئون ام. لیون، با طراحی و دکور رابرت لوتینز، کارگردانی شد. در شب اول در لندن، برخی از اعضای کابینه بریتانیا، از جمله والتر رانسیمن، نمایندگان برجسته مجلس و سفرای مختلف در بریتانیا حضور داشتند. این نمایش از ۳۱ اکتبر تا ۵ نوامبر ۱۹۳۲ (فقط هشت اجرا) اجرا شد و زودتر از موعد به پایان رسید. با این حال، با حذف برخی از اجراها، با موفقیت بیشتری توسط تئاترهای رپرتوار مختلف در شمال انگلستان در اواخر دهه ۱۹۳۰، از جمله رپرتوار منچستر، با بازی کاترین هاینز در نقش اصلی، احیا شد. این متن در ماه مه ۱۹۳۳ توسط انتشارات کسل و شرکا در لندن منتشر شد. به آن مقدمه‌ای طولانی با عنوان «انجیل به روایت سنت مارکس» اضافه شد که در آن لوکاس کاستی‌های کمونیسم شوروی را مورد بحث قرار داد و از نمایشنامه خود در برابر انتقادات منتقدان دفاع کرد. نسخه خطی اصلی نمایشنامه در مجموعه لئون ام. لاین، کتابخانه‌های پردیس ریور، دانشگاه روچستر، ایالات متحده آمریکا موجود است.

## پیشینه سیاسی
ستایش از اتحاد جماهیر شوروی به عنوان تربیت روحانیان مد روز سال‌های بین دو جنگ جهانی توصیف شده است. «رقص خرس» تلاشی برای ضدعفونی ایدئولوژیک بود که در آغاز دهه‌ای نوشته شد که در آن دانشگاه کمبریج (به قول لوکاس) «پر از مردان جوان بسیار سبز و بسیار سرخ شده بود». اگرچه لوکاس برای بی‌طرفی تلاش می‌کند (این نمایشنامه توسط یکی از اعضای سابق سفارت بریتانیا در مسکو بررسی شده است)، و ورا و ولادیمیر به عنوان سخنگویان نظم جدید عمل می‌کنند، اما حکم او در مورد نظام شوروی محکوم‌کننده است. ترس، بی‌رحمی و بی‌عدالتی فراوان است. عنوان نمایشنامه حاکی از اسارت، درد و تسلیم است. لوکاس نوشت: «چیز غیرقابل تحمل در مورد مسکو، کمونیست بودن آن نیست؛ بلکه کمونیست نبودن آن است.کمونیسم واقعی، اگرچه ممکن است کسی با آن مخالف باشد، اما می‌توان به آن احترام گذاشت. اما این شبه کمونیسم کرملین شاید غول‌پیکرترین فریب تاریخ باشد. این کمونیسم در دریاهای خون غوطه‌ور شده است - برای چه؟ اینکه رژیمی که در آن ثروتمندان قدرتمند بودند، جای خود را به رژیمی بدهد که در آن قدرتمندان ثروتمند هستند.»

## نوشته‌های بعدی دربارهٔ روسیه و شوروی
لوکاس در مقاله‌ای دو قسمتی با عنوان «یک هفته برلین» که در اکتبر ۱۹۴۸ در منچستر گاردین منتشر شد و در کتاب «بزرگ‌ترین مشکل و دیگر مقالات» (۱۹۶۰) بسط داده شد، به موضوع اتحاد جماهیر شوروی بازگشت. این مقاله دربارهٔ سفر او به برلین به عنوان مدرس شورای بریتانیا در طول محاصره بود. در اینجا او از نگرانی خود از اینکه ماه‌ها قبل از سقوط برلین در سال ۱۹۴۵، نقشه محرمانه‌ای از مناطقی از آلمان که روزولت موافقت کرده بود به دست روسیه بسپارد، در بلچلی پارک به او نشان داده شده بود، یاد می‌کند. او در سال ۱۹۴۸ دربارهٔ برلینی‌ها نوشت: «مردان و زنان متفکر با شور و اشتیاق احساس می‌کردند که برلین برای اروپا به همان چیزی تبدیل شده است که زمانی وردون برای فرانسه بود… برلین، از نظر آنها، نه تنها موج‌شکنی برای غرب بود؛ بلکه چراغی برای شرق نیز بود. با تسلیم شدنش، تاریکی عمیق‌تری بر مردان شریف در تمام سرزمین‌های دیگر در دره سایه کرملین سایه می‌افکند. دیگر با فروش فضا - فقط با نگه داشتن آن - نمی‌توانستند زمان به دست آورند. چانه‌زنی با مسکو بی‌فایده بود. استدلال با مسکو بی‌فایده بود. باید مقاومت کرد.»

## برای مطالعهٔ بیشتر
- نیکلسون، استیو، تئاتر بریتانیا و خطر سرخ: تصویر کمونیسم، ۱۹۱۷–۱۹۴۵ (انتشارات دانشگاه اکستر، ۱۹۹۹)